# پیرهوس
پیرهوس (/ˈpɪrəs/ PIRR-əss؛ یونانی: Πύρρος Pýrrhos؛ ۳۱۹/۳۱۸–۲۷۲ قبل از میلاد) پادشاه، دولتمرد و جنگ سالار یونانی زبان اهل اپیروس در دوره هلنیستی بود. او پادشاه مولوسیان، از خاندان سلطنتی آئسید بود، و بعداً پادشاه ایالت اپیروس شد (مالالاس او را توپارک نیز می‌نامید). او یکی از سرسخت‌ترین مخالفان جمهوری روم بود و به عنوان یکی از بزرگ‌ترین جنگ سالاران دوران باستان شناخته می‌شود. چندین نبرد پیروزمندانه او باعث خسارات سنگین غیرقابل جبرانی برای او شد که اصطلاح «پیروزی پیرهی» از آن ابداع شد.
پیرهوس در سال ۳۰۶ قبل از میلاد در سن ۱۳ سالگی پادشاه کشور اپیروس شد، اما چهار سال بعد توسط کاساندر از سلطنت خلع شد. او در طول جنگ‌های جانشینان شاهد روند مبارزات بود و در سال ۲۹۷ قبل از میلاد تاج و تخت خود را با حمایت بطلمیوس اول سوتر بازپس گرفت.
در طول جنگی که به عنوان جنگ پیرهوس شناخته شد، پیرهوس به دستور تارنتوم با روم وارد پیکار شد و در هراکلیا و آسکولوم به پیروزی‌های پرهزینه‌ای دست یافت. او سیسیل را از چنگ امپراتوری کارتاژ درآورد اما به زودی عقب رانده شد و تمام دستاوردهای خود را در ایتالیا پس از نبرد بنونتوم در ۲۷۵ قبل از میلاد از دست داد.
پیرهوس در ۲۷۴ قبل از میلاد تاج و تخت کشور مقدونیه باستان را از آنتیگونوس دوم گوناتاس گرفت و در ۲۷۲ قبل از میلاد به پلوپونز حمله کرد. با این حال، حمله اپیروسی‌ها به اسپارت خنثی شد و پیرهوس طی یک نبرد خیابانی در آرگوس کشته شد.

## نام شناسی
پیرهوس لاتینی شده از کلمه یونانی Pyrrhos (/ˈpɪrəs/؛ یونانی: Πύρρος) به معنای شعله مانند یا شیء قابل اشتعال گرفته شده است که از کلمه پیر(/ˈpɪr/؛ یونانی: Πύρ) به معنی آتش و پسوند -روس(/ˈrəs/) مشتق شده است. ؛ یونانی: ρος) به معنای -قابل یا «مربوط به». به گفته برخی دیگر، معنای واقعی این نام «آتشین یا سرخ رنگ» است و مخصوصاً برای نشان دادن موهای سرخ به کار می رفته است. پیرهوس همچنین به عنوان نامی جایگزین برای نئوپتولموس، پسر آشیل و شاهزاده خانم دیدامیا در اساطیر یونانی هومری استفاده می شد.

## مقالات مرتبط
اپیروس
مولوسیان
کشور اپیروس